# Voulez-Vous
Voulez-Vous — (del francés, en español: «¿Quiere Usted?») — es el nombre del sexto álbum de estudio del grupo sueco ABBA, publicado en 1979 por Polar Music. Este álbum presenta mayor influencia de la música disco. Además, fue el álbum en el que ABBA invirtió más tiempo de grabación, al tardar más de un año en completar las trece pistas que actualmente integran el disco.

## Grabación del álbum
Las sesiones de grabación de Voulez-Vous, el sexto álbum de ABBA, fueron las más extensas: entre la primera sesión de grabación en marzo de 1978 hasta el lanzamiento del LP, varios eventos tomaron lugar dentro del grupo. Por un lado la boda de Frida y Benny, y por el otro el divorcio de Björn y Agnetha. También estaban las nuevas tendencias en la música, y como resultado, varias de las pistas de Voulez-Vous están muy influenciadas en la música disco.
Ningún otro proyecto de ABBA arrojó tantas grabaciones sin usar. Desde la primera sesión, el 13 de marzo de 1978, la pieza instrumental llamada "Dr. Claus von Hamlet" fue descartada por un tiempo. Fue hasta el 24 de abril que ABBA finalizó su primera canción: la pista "Hades", que se convertiría en "Lovelight", lado B del sencillo "Chiquitita".
Después del viaje promocional a Estados Unidos y de la inauguración de los estudios Polar Music, el 29 de mayo el cuarteto comenzó a trabajar en las pistas de "Kalle Skändare" y "Free As A Bumble Bee", siendo esta última descartada del álbum y publicada en 1994 en el ABBA Undeleted. El 5 de junio finalmente se completa la primera pista que estará incluida en el nuevo álbum: "Lovers (Live A Little Longer)". Al día siguiente "Kalle Skändare" se graba bajo el título de "Summer Night City", que sería publicada como sencillo en septiembre de 1978, y posteriormente agregada al álbum como bonus track.
El 17 de agosto dos canciones más son grabadas: "The King Has Lost His Crown" y "Just A Notion". La primera sería incluida en el álbum, pero la segunda permaneció sin ser lanzada hasta 1994. El 31 de agosto el grupo retoma el trabajo en la primera canción en ser grabada, ahora abreviando el nombre como "Hamlet III". Sin embargo, la canción permanecería sin ser publicada hasta 1994. Esto mismo le sucedió a "Crying Over You", grabada el 16 de septiembre. El 28 de septiembre otra canción más es descartada: "Dream World", que sería lanzada completa hasta 1994 en el box set Thank you for the Music.
Con tantas canciones descartadas, el grupo pospone el lanzamiento del álbum para principios de 1979. El trabajo en el disco avanza, el 4 de noviembre "Angel Eyes" es terminada y el 8 de noviembre finalizan la grabación de "If It Wasn't For The Nights". Sin embargo, como el tiempo avanza, y el grupo solo tiene cuatro canciones terminadas, ABBA pospone de nuevo el lanzamiento de su álbum para la primavera de 1979. Mientras tanto, "If It Wasn't For The Nights" es promocionada en su visita a Japón como el futuro sencillo del grupo.
Sin embargo, el grupo es invitado a participar en el concierto "Música para la UNICEF", donde importantes grupo se presentarán y donarán las regalías de una canción. Para este acto, ABBA regresó al estudio y comenzó a trabajar en la pista "In The Arms Of Rosalita". Para el 14 de diciembre ABBA obtuvo la canción ideal para presentar ante la UNICEF: "Chiquitita", que se convertiría en el primer sencillo del álbum y que más tarde su versión en español le daría gran popularidad al grupo en países de habla hispana.
Después del concierto y de la publicación de su nuevo sencillo, ABBA aprovecha su viaje a Estados Unidos y en los estudios Criteria de Miami (donde artistas como los Bee Gees hacían sus grabaciones) graban la pista que le dará el nombre al álbum, "Voulez Vous", que junto con "Angel Eyes" fue elegida como el tercer sencillo del álbum. Además, este tema fue la única canción que ABBA no grabó en Suecia.
El trabajo en el álbum se acelera y ya de vuelta en Suecia, el 6 de febrero, ABBA graba el segundo sencillo del álbum, "Does Your Mother Know" y al día siguiente "Kisses Of Fire" es terminada. En el próximo mes, los últimos dos temas del álbum son terminados. "As Good As New" se graba el 14 de marzo y "I Have a Dream", cuarto sencillo del álbum, se completa el 27 de marzo con la ayuda del coro de la Escuela Internacional de Estocolmo, sólo unas semanas antes de la publicación del LP.
Poco después del lanzamiento de Voulez-Vous, ABBA comienza los ensayos para su Tour por Norteamérica y Europa 79. En el verano el grupo regresó al estudio para grabar una canción que lanzarían como sencillo al mismo tiempo que ellos viajaban. La pista de "Been And Gone And Done It" fue elegida sobre "Under My Sun", y al agregarle las vocales de Agnetha y Frida, la canción se convirtió en "Gimme! Gimme! Gimme! (A Man After Midnight)". Lanzada en octubre, fue incluida más tarde en el álbum como bonus track, completando así las trece canciones que actualmente se encuentran en el álbum.

## Lanzamientos
Voulez-Vous fue publicado primeramente en Escandinavia el 23 de abril de 1979, bajo el sello discográfico de Polar Music. En el resto del mundo, el álbum salió a la venta las primeras semanas de mayo, con excepción de América, donde el LP no estuvo disponible hasta julio de ese mismo año, ya que en Sudamérica se decidió incluir la versión en español de "Chiquitita".
La versión de lujo de Voulez Vous (CD + DVD) fue lanzada el 31 de mayo del 2010.

### Variaciones
| País            | Año  | Formato | N.º de Catálogo       | Comentarios                |
| --------------- | ---- | ------- | --------------------- | -------------------------- |
| Suecia          | 1979 | LP      | Polar POLS 292        | Versión original           |
| Francia         | 1979 | LP      | Vogue - VG 407        | Vinilo rojo                |
| Reino Unido     | 1979 | LP      | Epic - EPC 11 86086   | Picture disc               |
| Unión Soviética | 1980 | LP      | Melodía - C60 - 15666 | Diferente portada y diseño |
| Suecia          | 1997 | CD      | Polydor - 533 982-2   | Primera masterización      |
| Suecia          | 2001 | CD      | Polar - 549 955-2     | Segunda masterización      |
| Suecia          | 2005 | CD      | Polar - 0602498723173 | Tercera masterización      |

## Lista de temas

### LP original (1979)
Todas las canciones escritas y compuestas por Benny Andersson, Björn Ulvaeus. 
| Lado A |                               |          |  |
| N.º    | Título                        | Duración |  |
| 1.     | «As Good As New»              | 3:24     |  |
| 2.     | «Voulez Vous»                 | 5:09     |  |
| 3.     | «I Have a Dream»              | 4:45     |  |
| 4.     | «Angeleyes»                   | 4:20     |  |
| 5.     | «The King Has Lost His Crown» | 3:32     |  |

Todas las canciones escritas y compuestas por Benny Andersson, Björn Ulvaeus. 
| Lado B |                                 |          |  |
| N.º    | Título                          | Duración |  |
| 6.     | «Does Your Mother Know?»        | 3:13     |  |
| 7.     | «If It Wasn't For The Nights»   | 5:09     |  |
| 8.     | «Chiquitita»                    | 5:26     |  |
| 9.     | «Lovers (Live a Little Longer)» | 3:30     |  |
| 10.    | «Kisses Of Fire»                | 3:16     |  |
| 41:44  |                                 |          |  |

### Pistas adicionales
| Edición de 1997 |                                                       |                                |          |  |
| N.º             | Título                                                | Escritor(es)                   | Duración |  |
| 11.             | «Summer Night City» (Sencillo lado A lanzado en 1978) | Benny Andersson, Björn Ulvaeus | 3:34     |  |
| 12.             | «Lovelight» (Lado B de "Chiquitita")                  | Benny Andersson, Björn Ulvaeus | 3:49     |  |
| 49:07           |                                                       |                                |          |  |

| Edición de 2001 |                                                                                 |                                |          |  |
| N.º             | Título                                                                          | Escritor(es)                   | Duración |  |
| 11.             | «Summer Night City» (Sencillo lado A lanzado en 1978)                           | Benny Andersson, Björn Ulvaeus | 3:34     |  |
| 12.             | «Lovelight» (Lado B de "Chiquitita")                                            | Benny Andersson, Björn Ulvaeus | 3:49     |  |
| 13.             | «Gimme! Gimme! Gimme! (A Man After Midnight)» (Sencillo lado A lanzado en 1979) | Benny Andersson, Björn Ulvaeus | 4:52     |  |
| 53:59           |                                                                                 |                                |          |  |

| Edición de 2005 en The Complete Studio Recordings |                                                                                 |                                                                |          |  |
| N.º                                               | Título                                                                          | Escritor(es)                                                   | Duración |  |
| 11.                                               | «Summer Night City» (Sencillo lado A lanzado en 1978)                           | Benny Andersson, Björn Ulvaeus                                 | 3:34     |  |
| 12.                                               | «Lovelight» (Lado B de "Chiquitita")                                            | Benny Andersson, Björn Ulvaeus                                 | 3:49     |  |
| 13.                                               | «Gimme! Gimme! Gimme! (A Man After Midnight)» (Sencillo lado A lanzado en 1979) | Benny Andersson, Björn Ulvaeus                                 | 4:51     |  |
| 14.                                               | «Estoy soñando» (Versión en español de "I Have a Dream")                        | Benny Andersson, Björn Ulvaeus, Budy McCluskey, Mary McCluskey | 4:40     |  |
| 15.                                               | «Chiquitita» (Versión en español)                                               | Benny Andersson, Björn Ulvaeus, Budy McCluskey, Mary McCluskey | 5:35     |  |
| 16.                                               | «¡Dame! ¡Dame! ¡Dame!» (Versión en español de "Gimme! Gimme! Gimme!")           | Benny Andersson, Björn Ulvaeus, Budy McCluskey, Mary McCluskey | 4:49     |  |
| 69:22                                             |                                                                                 |                                                                |          |  |

## Recepción

### Listas de popularidad
Voulez-Vous entró al Top 40 en más de 20 países, y en más de diez alcanzó la posición número uno. En Japón, se convirtió en el único disco del grupo en llegar al número uno. Además, gracias al éxito de "Chiquitita", fue el primer álbum del grupo que entró a las listas chilenas y españolas, en las posiciones uno y tres, respectivamente.
| Lista                                     | Posición |
| ----------------------------------------- | -------- |
| Alemania Top 50 Media Control Álbum Chart | 1        |
| Argentina Top 10 Álbum Chart              | 1        |
| Bélgica Top 50 Álbum Chart                | 1        |
| Chilean Álbum Chart                       | 1        |
| Finlandia Top 40 YLE Álbum Chart          | 1        |
| Japón Top 100 Oricon Álbum Chart          | 1        |
| México Lista de Álbumes Internacionales   | 1        |
| Noruega Top 40 VG Álbum Chart             | 1        |
| UK Álbum Chart                            | 1        |
| Suecia Top 60 Sverige Álbum Chart         | 1        |
| Suiza Top 30 Álbum Chart                  | 1        |
| Zimbabwe Top 20 Álbum Chart               | 1        |
| Austria Top 50 Álbum Chart                | 1        |
| Holanda Top 50 Álbum Chart                |          |
| Nueva Zelanda Top 40 RIANZ Álbum Chart    |          |
| España Afyve Álbum Chart                  | 1        |
| Canadá Top 50 Álbum Chart                 | 1        |
| Australia Top 50 Álbum Chart              | 1        |
| Francia Top 30 Álbum Chart                | 1        |
| E.U. Top 200 Record World Álbum Chart     | 1        |
| E.U. Billboard 200                        | 1        |
| E.U. Top 200 Cashbox Álbum Chart          | 3        |
| E.U. Top 50 Variety Álbum Chart           | 3        |

### Ventas y certificaciones
Voulez-Vous obtuvo once certificaciones por sus ventas: cuatro de oro, cinco de platino y dos multiplatino. Las cifras de ventas del álbum son complementadas por las dadas por Oricon (622 980) y por Universal Music de Argentina (650 000), Brasil (1 500 000), y México (1 200 000); sumando un total de más de 6.5 millones de copias en certificaciones. Desde entonces el álbum ha vendido un poco más de 15 000 000 millones de copias a nivel mundial.
| País/Organización | Certificación | Ventas    |
| ----------------- | ------------- | --------- |
| CRIA              | Platino X 2   | 200 000   |
| IFPI              | Platino X 2   | 1 100 000 |
| BPI               | Platino       | 800 000   |
| NVPI              | Platino       | 100 000   |
| IFPI              | Platino       | 500 000   |
| RIANZ             | Platino       | 15 000    |
| SNEP              | Platino       | 300 000   |
| ARIA              | Oro           | 35 000    |
| IFPI              | Oro           | 50 000    |
| IFPI              | Oro           | 10 000    |
| RIAA              | Oro           | 500 000   |

### Críticas
Voulez-Vous fue principalmente criticado por la influencia disco que presentaba. Por ejemplo, en Allmusic, Bruce Eder menciona: "Casi la mitad de Voulez-Vous muestra una fuerte influencia de los Bee Gees en su exitosa era disco." Elisabeth Vicentelli en el sitio web Amazon.com, describe el estilo del álbum: "Voulez-Vous es el álbum Eurodisco de ABBA... en el cual el ritmo del disco nos adentra en fuertes guitarras proyectándose sobre un piano boogie."
Aunque ABBA recibibió algunos comentarios positivos sobre su nueva música disco, algunos no estuvieron muy de acuerdo con el nuevo estilo, como George Starostin que escribe: "Si quitas las sonido disco, puedes llegar a disfrutarlo", dándole seis estrellas de diez y clasificándolo como "algo mediocre". Mientras, otros críticos como Adrian Denning, no se limitaron a hablar sólo sobre la influencia disco: "Podemos admirar la producción del álbum y los cambios de estilo en varias canciones. Esto hace a Voulez-Vous mucho más que la incursión de ABBA en el disco, un hecho que a veces no es aceptado por otros críticos perezosos"; a la vez le da ocho estrellas de diez.

## Personal
ABBA
| - Benny Andersson – sintetizador, teclado, vocales - Agnetha Fältskog – vocales | - Anni-Frid Lyngstad – vocales - Björn Ulvaeus – banjo, guitarra, vocales |

Personal adicional
| - Rolf Alex – batería - Ola Brunkert – batería - Lars Carlsson – trompeta - Anders Eljas – trompeta - Joe Galdo – batería - Malando Gassama – percusión - Rutger Gunnarsson – bajo - Paul Harris – piano - Janne Kling – viento - Nils Landgren – trombón - Ish Ledesma – guitarra | - Roger Palm – batería - Halldor Palsson – saxofón tenor - Arnold Paseiro – bajo - Jan Risberg – oboe - Janne Schaffer – guitarra - Johan Stengård – saxofón tenor - Åke Sundqvist – percusión - George Terry – guitarra - Mike Watson – bajo - Lasse Wellander – guitarra - Kajtek Wojciechowski – saxofón tenor |

### Producción y diseño
| - Productores: Benny Andersson, Björn Ulvaeus - Ingeniero: Michael B. Tretow - Arreglos: Benny Andersson, Björn Ulvaeus, Anders Eljas, Rutger Gunnarsson | - Diseño: Rune Söderqvist - Fotografía: Ola Lager |